# بونهامز

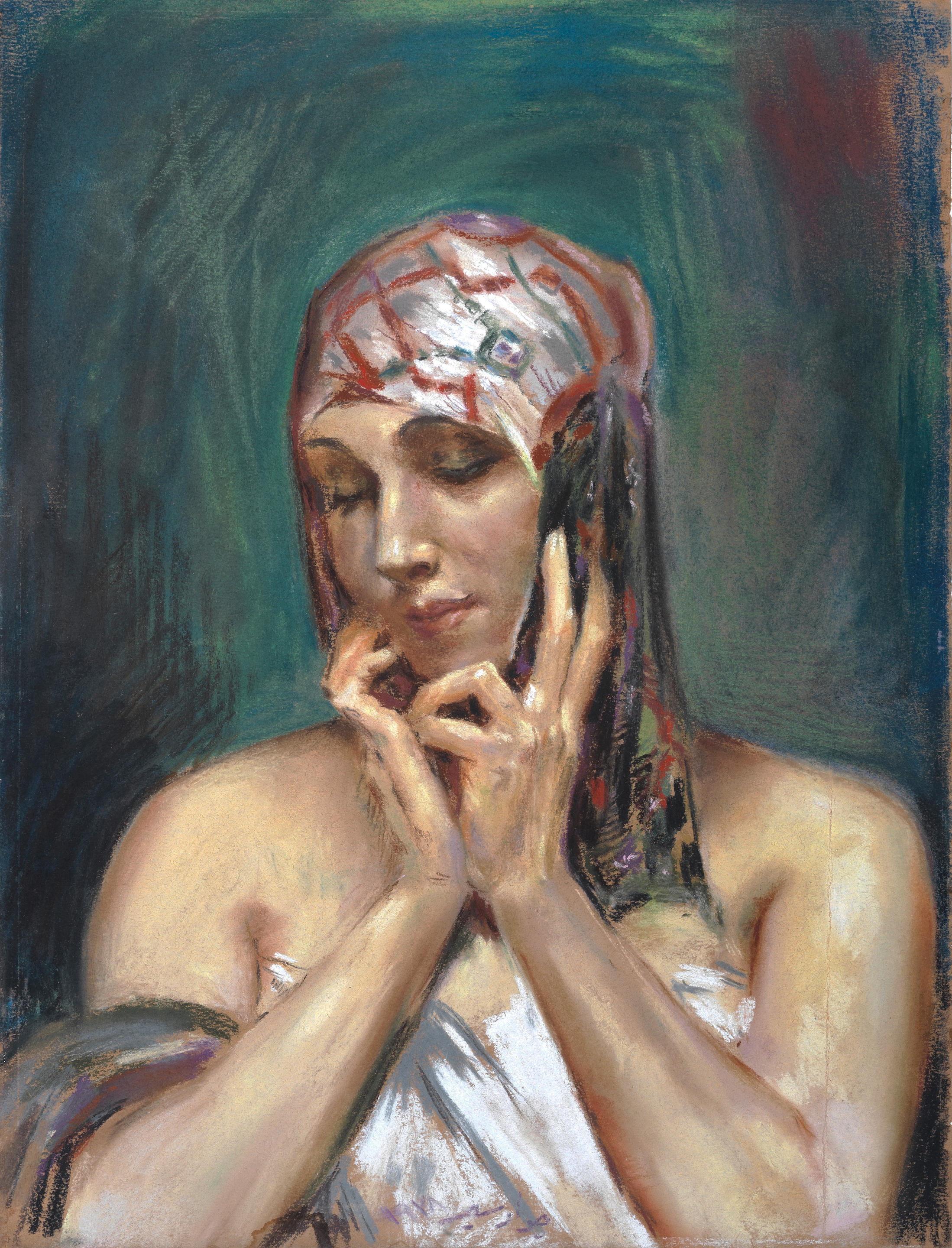
سالومي، لَوحة زَيتية بريشة الرَسام العِراقي جواد سَليم، رَسمها عام 1938 عِندما كان في التاسِعة عَشرة من عُمره. بيعَت أللوحة في مَزاد بونهامز مُقابل 68,585$.

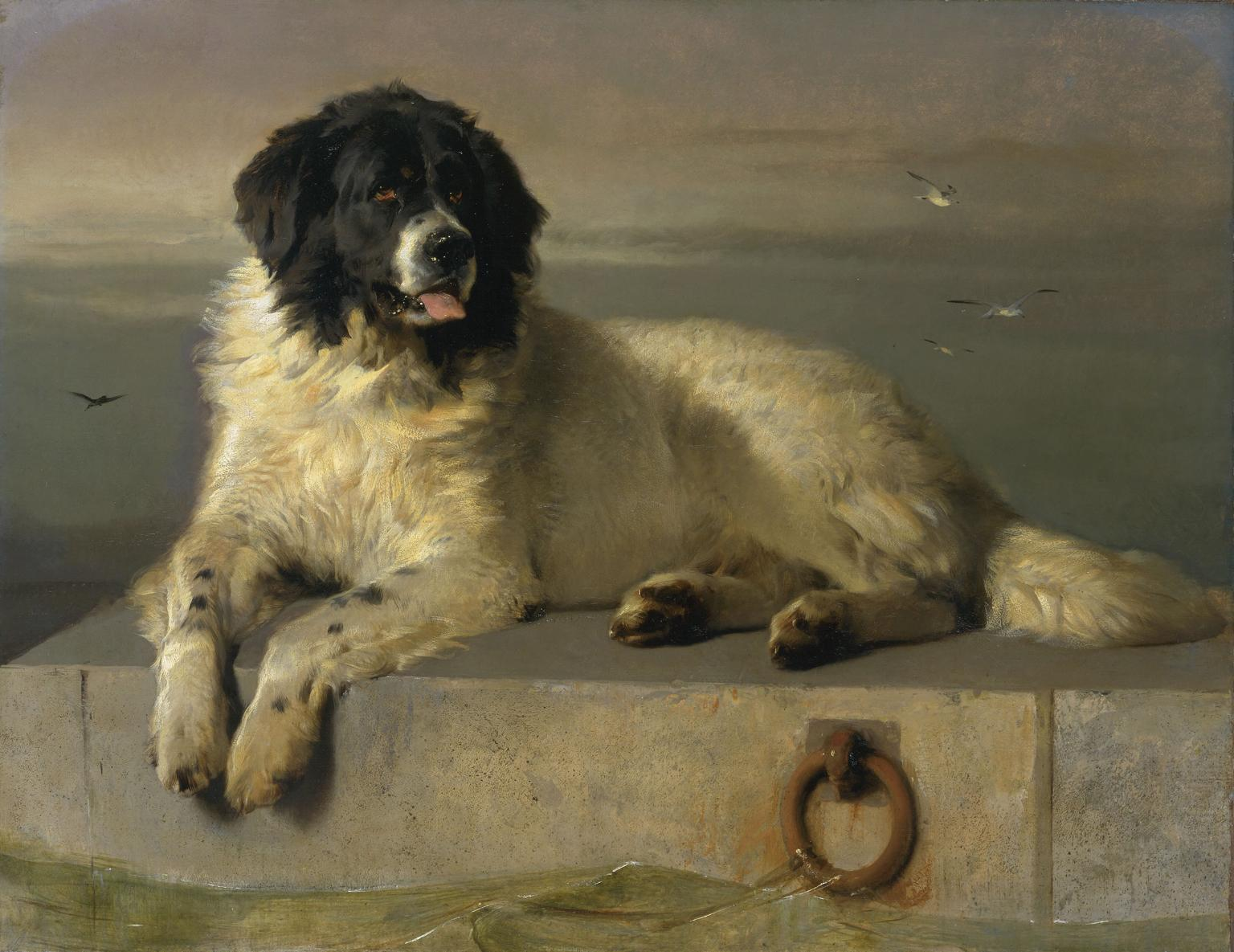
عضو متميز في المجتمع البشري بريشة السير إدوين هنري لاندسير 1831. من اللوحات التي بيعت في المزاد سنة 2007. ألان ضمن مجموعة متحف تيت.

```
بونهامز (بالإنجليزية: 
Bonhams)
 هي دار مزادات دولية مملوكة للقطاع الخاص وواحدة من أقدم وأكبر المزادات العالمية للفنون الجميلة والتحف. تم تشكيلها من الاندماج في نوفمبر 2001 من بونهامز وبروكس وفيليبس نيل ونيل. جمع هذا بين اثنين من بيوت المزاد الجورجية الأربعة الباقية في 
لندن
، وقد تم تأسيس بونهامز في عام 1793، وفيليبس في عام 1796 من قبل هاري فيليبس، وهو كاتب كبير سابق 
لجيمس كريستي
. اليوم، تتعامل الأعمال المندمجة مع مزادات الفن والتحف. تُقام المبيعات أيضًا في جميع أنحاء العالم في نيويورك وهونغ كونغ ولوس أنجلوس وباريس وسان فرانسيسكو وسيدني وسنغافورة.
[
1
]
 تعقد بونهامز أكثر من 280 مبيعات سنويًا في أكثر من 60 منطقة تجميع، بما في ذلك الفن الآسيوي والصور والسيارات والمجوهرات. لديها مبيعات في لندن ونيويورك ولوس أنجلوس وسان فرانسيسكو وهونغ كونغ وإدنبره وسيدني. لدى بونهامز أكثر من 550 موظفًا مع بعض المتخصصين الرائدين في العالم في مجالاتهم.
```

## روابط خارجية
- الموقع الرسمي
- بونهامز 101 نيو بوند ستريت
- بونهامز هونغ كونغ